# 真船和夫
真船 和夫（まふね かずお、1915年8月10日 - 2006年2月4日）は、日本の理科教育学者。

## 人物・来歴
東京出身。東京文理科大学生物学科植物学専攻卒。
岡山師範学校教員をへて、東京学芸大学助教授、1971年教授。1979年定年退官。
1954年科学教育研究協議会の創設に参加、科学教育に関与する。日本子どもの本学会会長。
1966年「さ・え・ら伝記ライブラリー」で産経児童出版文化賞（出版社の受賞）。

## 著書
- 『進化のなぞをとく人々』 (毎日新聞社、毎日少年ライブラリー)  1953
- 『動物の七ふしぎ』 (北田卓史絵、大日本図書、ものがたり百科)  1957
- 『生物の征服』 (石井新三郎絵、筑摩書房、やさしい科学の歴史)  1957
- 『なぜなぜとききはじめた子どものためのかがくのほん 2 (いきているもの)』（指導、柿本幸造ほか画、童心社のわたしのはじめてのほん） 1962.11
- 『理科教授論』（明治図書出版） 1962
- 『植物のふしぎ』 (石田武雄絵、偕成社、少年少女ものがたり百科） 1962
- 『理科教育法』 (誠文堂新光社、新・教職教養シリーズ)  1963
- 『生物学入門』 (国土社、自然科学入門シリーズ)  1965
- 『生命をさぐった人々』 (吉崎正巳絵、さ・え・ら書房、さ・え・ら伝記ライブラリー） 1965
- 『現代理科教育論』（明治図書出版） 1968
- 『生物のなぞをといた人びと』 (国土社、世界の科学をひらいた人びと） 1971
- 『植物の生態 植物界のなぞをとく』 (偕成社、ジュニア博物館)  1971
- 『しょくぶつのせかい』 (偕成社、幼年カラー百科） 1972
- 『現代の科学と教育』 (ほるぷ総連合、ほるぷ新書） 1973
- 『みどりがつくる世界』 (桑原伸之絵、ほるぷ出版、ほるぷノンフィクション絵本)  1976.7
- 『戦後理科教育研究運動史 科教協の軌跡』（新生出版） 1979.2
- 『子どもの自然認識と科学教育』 (青木書店、青木教育叢書)  1979.8
- 『鉄がじょうはつした 科学読みもの3年生』（日本標準） 1982.4
- 『おおばことなかよし』 (加藤新え、新日本出版社、新日本動物植物えほん)  1985.3
- 「真船和夫著作集」全9巻（真船和夫著作集刊行委員会、制作:笠原書店、発売:あずみの書房） 1986.7 
  1. 『自然科学と理科教育』
  2. 『理科教育の本質と目標』
  3. 『子どもの発達と教材・授業』
  4. 『科学論・科学教育論』
  5. 『生物学入門』
  6. 『生物学と生物学教育』
  7. 『生物学史への招待』
  8. 『理科教育の研究運動史』
  9. 『回想と随想』
- 『自然科学教育のこれまでとこれから』 (あずみの書房、あずみのオレンジブックス） 1990.8
- 『カラスウリのひみつ』 (下田智美絵、偕成社、わたしの研究） 1997.6
- 『生物学教育論争 生物の科学的全体像を求めて』（新生出版） 1998.5
- 『光合成と呼吸の科学史 古代から現代まで』（星の環会） 1999.8
- 『湘南逗子での日々』(新風舎文庫) 2003.6

### 共編著
- 『生物学事典』（八杉竜一共編、霞書房） 1950
- 『生物科学辞典』（碓井益雄, 八杉竜一共編、みすず書房） 1956
- 『動物のみかた ふしぎな目・ゆかいな足』 (小原秀雄共著、さ・え・ら書房、ぼくたちの研究室)  1956
- 『理科の指導計画』（田中実共編、国土社） 1958
- 『中学校生物の指導計画』（編、国土社） 1960
- 『どうしたら理科ができるようになるか お母さんの教育相談』（田中実共編著、日本評論新社） 1961
- 『植物の世界』（中村浩共著、講談社、少年少女学習百科全集10） 1962
- 『進化とはなにか』（中原正木, 小原秀雄共著、三一書房・新書） 1963
- 『栽培と飼育の事典』（編、国土社） 1963
- 『小学校理科教育はこれでよいか 改訂指導要領にみる問題点』（中原正木共編、国土社） 1969
- 『ひとりでにわく生物はない パストゥール』 (編著、難波淳郎絵、さ・え・ら書房、名著とその人)  1970
- 『中学校理科教育はこれでよいか 改訂指導要領にみる問題点』（中原正木共編、国土社） 1971
- 『なぜだろうなぜかしら 2 - 3年』改訂新版 (星野芳郎共監修、実業之日本社、学年別シリーズ、理科の学校)  1977.10
- 『小学校の理科 自然へのゆたかな眼をひらく』 (編、有斐閣、授業入門) 1981.6
- 『生物指導法事典』（鷹取健共編、むぎ書房） 1981.8
- 『理科のとびら 授業の役にたつ話』（鷹取健, 高橋哲郎, 三井澄雄共著、日本書籍） 1983.5
- 『理科のとびら 授業の役にたつ話2 (観察・実験)』（真船和夫ほか、日本書籍） 1984.9
- 『草花のうごくひみつ』 (江川多喜雄共著、たかはしきよしえ、草土文化、花はな虫むし)  1988.2
- 『花の咲くひみつ』 (江川多喜雄共著、たかはしきよしえ、草土文化、花はな虫むし)  1988.3
- 『おとなのための面白すぎる! 「理科」の雑学』（星野芳郎共著、清水潔編、実業之日本社） 2007.9

## 翻訳
- 『生命の起源』 (オパーリン原作、訳編、河出書房、世界少年少女科学全集） 1954